# Olympische Geschichte Puerto Ricos
| Gelbes Symbol für Goldmedaillen mit stilisierten Olympischen Ringen | Graues Symbol für Silbermedaillen mit stilisierten Olympischen Ringen | Braundes Symbol für Bronzemedaillen mit stilisierten Olympischen Ringen |
| ------------------------------------------------------------------- | --------------------------------------------------------------------- | ----------------------------------------------------------------------- |
| 1                                                                   | 2                                                                     | 6                                                                       |

Puerto Rico, dessen Nationales Olympisches Komitee, das Comité Olímpico de Puerto Rico, 1948 gegründet und im selben Jahr vom Internationalen Olympischen Komitee anerkannt wurde, nimmt seit 1948 an allen Olympischen Sommerspielen teil. 1984 bis 2002 wurden puerto-ricanische Sportler auch zu Winterspielen geschickt. Jugendliche Sportler nahmen an allen bislang ausgetragenen Jugend-Sommerspielen teil.

## Übersicht

### Sommerspiele

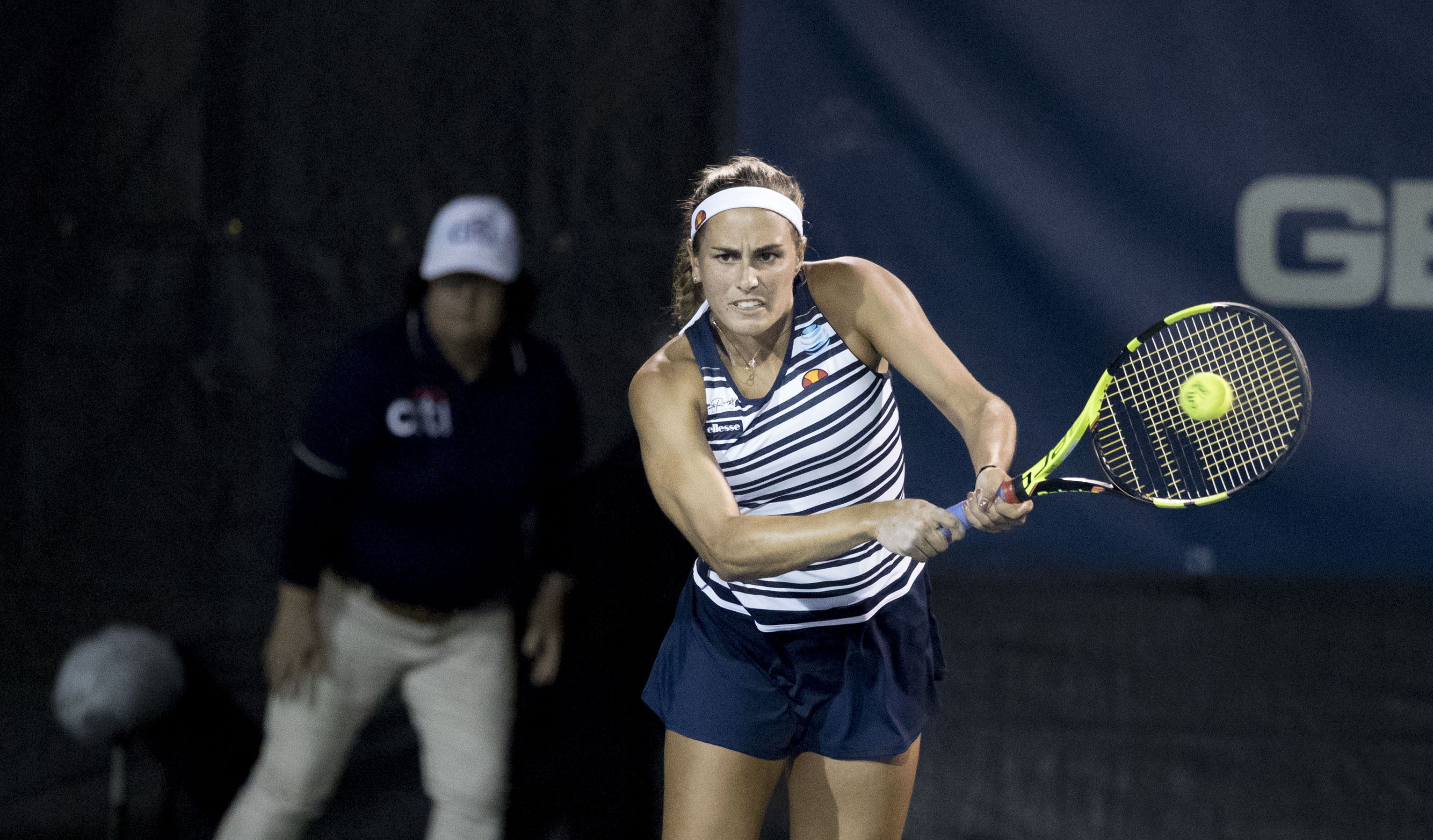
Mónica Puig gewann 2016 die erste Goldmedaille Puerto Ricos

Der Hochspringer Benjamin Casado war am 30. Juli 1948 der erste Sportler Puerto Ricos, der bei einem olympischen Wettkampf antrat. Die erste Frau aus Puerto Rico bei Olympischen Spielen war am 31. August 1960 die Fechterin Gloria Colón.
Peruanische Athleten traten in der Leichtathletik, im Boxen und Schießen (seit 1948), Gewichtheben (seit 1952), Schwimmen, Basketball und Fechten (seit 1960), Wasserspringen und Segeln (seit 1964), Radsport (seit 1968), Bogenschießen und Judo (seit 1972), Reiten und Ringen (seit 1976), Rudern (seit 1984), Tennis, Turnen und Baseball (seit 1992), Softball (seit 1996), Beach-Volleyball und Taekwondo (seit 2004) sowie im Tischtennis, Triathlon und im Volleyball (seit 2016) an.
Gleich bei der ersten Olympiateilnahme 1948 in London konnte der erste Medaillengewinn gefeiert werden. Der Boxer Juan Venegas gewann Bronze im Bantamgewicht. In der Leichtathletik erreichten die Stabhochspringer Joe Barbosa und José Vicente einen geteilten neunten Platz. 1960 in Rom scheiterte Rolando Cruz mit Platz 4 im Stabhochsprung nur knapp an einer Medaille. Ebenfalls Platz 4 erreichte 1964 in Tokio die Basketballmannschaft der Männer. Mit fünf Siegen in sieben Vorrundenspielen qualifizierte sich die Mannschaft für das Halbfinale. Dort unterlag sie den späteren Olympiasiegern aus den USA mit 42:62. Das Spiel um die Bronzemedaille ging mit 60:76 an Brasilien verloren.
1968 in Mexiko-Stadt erreichte der Gewichtheber Fernando Báez Platz 6 im Bantamgewicht. Ebenfalls Platz 6 erreichte 1972 der Schütze Jaime Santiago mit dem Kleinkalibergewehr im Liegendanschlag. Der Boxer Orlando Maldonado gewann 1976 in Montreal im Halbfliegengewicht mit Bronze die zweite Medaille Puerto Ricos. Der Schwimmer Carlos Berrocal wurde über 100 Meter Rücken Vierter.
Puerto Rico, ein Außengebiet der Vereinigten Staaten, nahm mit drei Boxern an den Spielen von Moskau 1980 teil, die von den USA boykottiert wurden. 1984 in Los Angeles konnten Boxer sogar gleich zwei Medaillen gewonnen werden. Arístides González gewann Bronze im Mittelgewicht, Luis Ortiz Silber im Leichtgewicht. Der Freistilringer Orlando Cáceres belegte Platz 4 im Bantamgewicht.
1992 in Barcelona gewann der Boxer Aníbal Santiago Bronze im Weltergewicht. 1996 in Atlanta war Daniel Santos der sechste Boxer Puerto Ricos in Folge, der eine olympische Medaille gewinnen konnte. Santos erkämpfte sich Bronze im Weltergewicht. Im Schwimmen erreichte Ricardo Busquets Platz 8 über 50 Meter Freistil und Platz 7 über 100 Meter Freistil.
2012 wurden erstmals keine Boxer an Medaillengewinnen beteiligt. Der Freistilringer Jaime Espinal gewann Silber im Mittelgewicht. Der Leichtathlet Javier Culson gewann Bronze über 400 Meter Hürden. Im Turnen erreichte Tommy Ramos Platz 6 an den Ringen. In Rio de Janeiro 2016 schaffte die Tennisspielerin Mónica Puig mit ihrem Sieg im Einzelfinale über die Deutsche Angelique Kerber den ersten Olympiasieg für Puerto Rico. Wasserspringer Rafael Quintero belegte Platz 7 im Turmspringen.

### Winterspiele
Im Wintersport kamen Rodler (seit 1984), Biathleten und alpine Skirennfahrer (seit 1988) sowie Bobsportler und Freestyle-Skifahrer (seit 1992) zum Einsatz. Erster olympischer Wintersportler Puerto Ricos war am 9. Februar 1984 der Rennrodler George Tucker. Die erste Frau Puerto Ricos bei Winterspielen war am 24. Februar 1988 die alpine Skirennfahrerin Mary Pat Wilson.

### Jugendspiele
15 jugendliche Sportler, acht Jungen und sieben Mädchen, gingen bei der ersten Austragung von Olympischen Jugend-Sommerspielen 2010 in Singapur in neun Sportarten an den Start. Der Boxer Emmanuel Rodríguez wurde Jugend-Olympiasieger im Fliegengewicht. Die Leichtathletin Daliadiz Ortiz wurde Sechste im Speerwurf.
2014 in Nanjing nahmen 23 Athleten, 15 Jungen und acht Mädchen, teil. Sie traten in zehn Sportarten an. Die Basketballmannschaft der Jungen belegte Platz 4 in der Vorrunde. Unter anderem wurde das deutsche Team mit 12:19 in der Vorrunde geschlagen. Im Viertelfinale unterlag man dann Venezuela mit 18:20.

## IOC-Mitglieder
Seit 1990 ist der Finanzmanager Richard Carrión IOC-Mitglied. Von 2002 bis 2014 war er Vorsitzender der Finanzkommission. Seit 1997 ist er Mitglied der Marketingkommission und seit 2003 Mitglied der Arbeitsgruppe für Entgelt und Vergütung.

## Übersicht der Teilnehmer

### Sommerspiele
| Jahr      | Athleten           | Athleten           | Athleten           | Flaggenträger       | Sportarten         | Sportarten         | Sportarten         | Sportarten         | Sportarten         | Sportarten         | Sportarten         | Sportarten         | Sportarten         | Sportarten         | Sportarten         | Sportarten         | Sportarten         | Sportarten         | Sportarten         | Sportarten         | Sportarten         | Sportarten         | Sportarten         | Sportarten         | Sportarten         | Sportarten         | Sportarten         | Sportarten         | Medaillen          | Medaillen          | Medaillen          | Medaillen          | Rang               |
| Jahr      | Gesamt             | Männer             | Frauen             | Flaggenträger       | Leichtathletik     | Boxen              | Schießen           | Gewichtheben       | Schwimmen          | Basketball         | Fechten            | Wasserspringen     | Segeln             | Radsport           | Bogenschießen      | Judo               | Reiten             | Ringen             | Rudern             | Tennis             | Turnen             | Baseball           | Softball           | Beach-Volleyball   | Taekwondo          | Tischtennis        | Triathlon          | Volleyball         |                    |                    |                    | Gesamt             | Rang               |
| --------- | ------------------ | ------------------ | ------------------ | ------------------- | ------------------ | ------------------ | ------------------ | ------------------ | ------------------ | ------------------ | ------------------ | ------------------ | ------------------ | ------------------ | ------------------ | ------------------ | ------------------ | ------------------ | ------------------ | ------------------ | ------------------ | ------------------ | ------------------ | ------------------ | ------------------ | ------------------ | ------------------ | ------------------ | ------------------ | ------------------ | ------------------ | ------------------ | ------------------ |
| 1896–1936 | nicht teilgenommen | nicht teilgenommen | nicht teilgenommen | nicht teilgenommen  | nicht teilgenommen | nicht teilgenommen | nicht teilgenommen | nicht teilgenommen | nicht teilgenommen | nicht teilgenommen | nicht teilgenommen | nicht teilgenommen | nicht teilgenommen | nicht teilgenommen | nicht teilgenommen | nicht teilgenommen | nicht teilgenommen | nicht teilgenommen | nicht teilgenommen | nicht teilgenommen | nicht teilgenommen | nicht teilgenommen | nicht teilgenommen | nicht teilgenommen | nicht teilgenommen | nicht teilgenommen | nicht teilgenommen | nicht teilgenommen | nicht teilgenommen | nicht teilgenommen | nicht teilgenommen | nicht teilgenommen | nicht teilgenommen |
| 1948      | 9                  | 9                  | 0                  | José Vicente        | 4                  | 3                  | 2                  |                    |                    |                    |                    |                    |                    |                    |                    |                    |                    |                    |                    |                    |                    |                    |                    |                    |                    |                    |                    |                    |                    |                    | 1                  | 1                  | 34                 |
| 1952      | 21                 | 21                 | 0                  | Jaime Annexy        | 10                 | 3                  | 5                  | 3                  |                    |                    |                    |                    |                    |                    |                    |                    |                    |                    |                    |                    |                    |                    |                    |                    |                    |                    |                    |                    |                    |                    |                    |                    |                    |
| 1956      | 10                 | 10                 | 0                  | Daniel Cintrón      | 7                  |                    | 3                  |                    |                    |                    |                    |                    |                    |                    |                    |                    |                    |                    |                    |                    |                    |                    |                    |                    |                    |                    |                    |                    |                    |                    |                    |                    |                    |
| 1960      | 27                 | 26                 | 1                  | Toñín Casillas      | 7                  |                    | 4                  | 2                  | 1                  | 12                 | 1                  |                    |                    |                    |                    |                    |                    |                    |                    |                    |                    |                    |                    |                    |                    |                    |                    |                    |                    |                    |                    |                    |                    |
| 1964      | 32                 | 30                 | 2                  | Rolando Cruz        | 6                  | 1                  | 3                  | 4                  | 4                  | 12                 |                    | 1                  | 1                  |                    |                    |                    |                    |                    |                    |                    |                    |                    |                    |                    |                    |                    |                    |                    |                    |                    |                    |                    |                    |
| 1968      | 58                 | 54                 | 4                  | Jaime Frontera      | 6                  | 6                  | 9                  | 6                  | 9                  | 12                 | 1                  | 2                  | 6                  | 1                  |                    |                    |                    |                    |                    |                    |                    |                    |                    |                    |                    |                    |                    |                    |                    |                    |                    |                    |                    |
| 1972      | 53                 | 53                 | 0                  | Arnaldo Bristol     | 9                  | 6                  | 8                  | 6                  |                    | 12                 | 2                  | 1                  | 5                  |                    | 1                  | 3                  |                    |                    |                    |                    |                    |                    |                    |                    |                    |                    |                    |                    |                    |                    |                    |                    |                    |
| 1976      | 80                 | 73                 | 7                  | Téofilo Colón       | 10                 | 10                 | 8                  | 2                  | 12                 | 12                 | 4                  |                    | 9                  |                    | 2                  | 5                  | 1                  | 5                  |                    |                    |                    |                    |                    |                    |                    |                    |                    |                    |                    |                    | 1                  | 1                  | 37                 |
| 1980      | 3                  | 3                  | 0                  | Téofilo Colón       |                    | 3                  |                    |                    |                    |                    |                    |                    |                    |                    |                    |                    |                    |                    |                    |                    |                    |                    |                    |                    |                    |                    |                    |                    |                    |                    |                    |                    |                    |
| 1984      | 51                 | 43                 | 8                  | Fernando Cañales    | 14                 | 11                 | 2                  | 1                  | 5                  |                    | 2                  |                    | 6                  | 1                  | 1                  | 2                  | 2                  | 3                  | 1                  |                    |                    |                    |                    |                    |                    |                    |                    |                    |                    | 1                  | 1                  | 2                  | 30                 |
| 1988      | 43                 | 44                 | 3                  | Jesús Feliciano     | 5                  | 10                 | 2                  | 2                  | 3                  | 12                 |                    |                    | 3                  |                    | 2                  | 4                  | 1                  | 2                  | 1                  |                    |                    |                    |                    |                    |                    |                    |                    |                    |                    |                    |                    |                    |                    |
| 1992      | 71                 | 65                 | 6                  | Luis Martínez       | 7                  | 8                  | 2                  | 1                  | 6                  | 12                 |                    |                    | 4                  |                    |                    | 4                  |                    | 4                  |                    | 2                  | 1                  | 20                 |                    |                    |                    |                    |                    |                    |                    |                    | 1                  | 1                  | 54                 |
| 1996      | 69                 | 47                 | 22                 | Ivelisse Echevarría | 5                  | 7                  | 2                  | 1                  | 7                  | 12                 | 1                  | 2                  | 3                  | 1                  | 1                  | 4                  | 1                  | 5                  |                    |                    | 2                  |                    | 15                 |                    |                    |                    |                    |                    |                    |                    | 1                  | 1                  | 71                 |
| 2000      | 29                 | 23                 | 6                  | Quique Figueroa     | 8                  | 8                  | 2                  | 2                  | 3                  |                    | 1                  | 1                  | 2                  |                    |                    | 4                  |                    |                    |                    |                    | 1                  |                    |                    |                    |                    |                    |                    |                    |                    |                    |                    |                    |                    |
| 2004      | 43                 | 32                 | 11                 | Carlos Arroyo       | 3                  | 5                  | 1                  |                    | 8                  | 12                 |                    | 1                  | 3                  |                    |                    | 3                  | 1                  | 1                  |                    | 1                  | 1                  |                    |                    | 2                  | 1                  |                    |                    |                    |                    |                    |                    |                    |                    |
| 2008      | 22                 | 17                 | 5                  | McWilliams Arroyo   | 5                  | 5                  | 1                  | 1                  | 4                  |                    |                    |                    |                    |                    |                    | 3                  |                    |                    |                    |                    | 1                  |                    |                    |                    | 2                  |                    |                    |                    |                    |                    |                    |                    |                    |
| 2012      | 25                 | 19                 | 6                  | Javier Culson       | 10                 | 5                  | 1                  | 1                  | 2                  |                    |                    |                    |                    |                    |                    | 1                  |                    | 3                  |                    |                    | 2                  |                    |                    |                    |                    |                    |                    |                    |                    | 1                  | 1                  | 2                  | 64                 |
| 2016      | 40                 | 13                 | 27                 | Jaime Espinal       | 12                 | 1                  | 1                  | 1                  | 1                  |                    |                    | 1                  |                    | 1                  |                    | 2                  | 1                  | 2                  |                    | 1                  |                    |                    |                    |                    | 1                  | 2                  | 1                  | 12                 | 1                  |                    |                    | 1                  | 54                 |
| Gesamt    | Gesamt             | Gesamt             | Gesamt             | Gesamt              | Gesamt             | Gesamt             | Gesamt             | Gesamt             | Gesamt             | Gesamt             | Gesamt             | Gesamt             | Gesamt             | Gesamt             | Gesamt             | Gesamt             | Gesamt             | Gesamt             | Gesamt             | Gesamt             | Gesamt             | Gesamt             | Gesamt             | Gesamt             | Gesamt             | Gesamt             | Gesamt             | Gesamt             | 1                  | 2                  | 6                  | 9                  | 79                 |

### Winterspiele
| Jahr      | Athleten           | Athleten           | Athleten           | Flaggenträger                  | Sportarten         | Sportarten         | Sportarten         | Sportarten         | Sportarten         | Sportarten         | Medaillen          | Medaillen          | Medaillen          | Medaillen          | Medaillen          |
| Jahr      | Gesamt             | m                  | w                  | Flaggenträger                  | Rodeln             | Biathlon           | Ski Alpin          | Bobsport           | Freestyle Ski      | Skeleton           |                    |                    |                    | Gesamt             | Rang               |
| --------- | ------------------ | ------------------ | ------------------ | ------------------------------ | ------------------ | ------------------ | ------------------ | ------------------ | ------------------ | ------------------ | ------------------ | ------------------ | ------------------ | ------------------ | ------------------ |
| 1924–1980 | nicht teilgenommen | nicht teilgenommen | nicht teilgenommen | nicht teilgenommen             | nicht teilgenommen | nicht teilgenommen | nicht teilgenommen | nicht teilgenommen | nicht teilgenommen | nicht teilgenommen | nicht teilgenommen | nicht teilgenommen | nicht teilgenommen | nicht teilgenommen | nicht teilgenommen |
| 1984      | 1                  | 1                  | 0                  | George Tucker                  | 1                  |                    |                    |                    |                    |                    |                    |                    |                    |                    |                    |
| 1988      | 9                  | 8                  | 1                  | Mary Pat Wilson                | 2                  | 1                  | 6                  |                    |                    |                    |                    |                    |                    |                    |                    |
| 1992      | 6                  | 6                  | 0                  | Jorge Bonnet                   |                    |                    |                    | 4                  | 2                  |                    |                    |                    |                    |                    |                    |
| 1994      | 5                  | 5                  | 0                  | Liston Bochette                |                    |                    |                    | 5                  |                    |                    |                    |                    |                    |                    |                    |
| 1994      | 6                  | 6                  | 0                  | José Ferrer                    |                    |                    | 1                  | 5                  |                    |                    |                    |                    |                    |                    |                    |
| 2010–2014 | nicht teilgenommen | nicht teilgenommen | nicht teilgenommen | nicht teilgenommen             | nicht teilgenommen | nicht teilgenommen | nicht teilgenommen | nicht teilgenommen | nicht teilgenommen | nicht teilgenommen | nicht teilgenommen | nicht teilgenommen | nicht teilgenommen | nicht teilgenommen | nicht teilgenommen |
| 2018      | 1                  | 1                  | 0                  | Charles Flaherty               |                    |                    | 1                  |                    |                    |                    |                    |                    |                    |                    |                    |
| 2022      | 2                  | 1                  | 1                  | Williamd Flaherty Kellie Delka |                    |                    | 1                  |                    |                    | 1                  |                    |                    |                    |                    |                    |
| Gesamt    | Gesamt             | Gesamt             | Gesamt             | Gesamt                         | Gesamt             | Gesamt             | Gesamt             | Gesamt             | Gesamt             | Gesamt             | 0                  | 0                  | 0                  | 0                  | -                  |

### Jugend-Sommerspiele
| Jahr   | Athleten | Athleten | Athleten | Flaggenträger      | Sportarten     | Sportarten | Sportarten | Sportarten | Sportarten | Sportarten | Sportarten  | Sportarten | Sportarten | Sportarten       | Sportarten | Sportarten | Sportarten | Sportarten | Sportarten | Medaillen | Medaillen | Medaillen | Medaillen | Medaillen |
| Jahr   | Gesamt   | m        | w        | Flaggenträger      | Leichtathletik | Boxen      | Basketball | Turnen     | Segeln     | Schwimmen  | Tischtennis | Tennis     | Triathlon  | Beach-Volleyball | Fechten    | Judo       | Taekwondo  |            |            |           |           |           | Gesamt    | Rang      |
| ------ | -------- | -------- | -------- | ------------------ | -------------- | ---------- | ---------- | ---------- | ---------- | ---------- | ----------- | ---------- | ---------- | ---------------- | ---------- | ---------- | ---------- | ---------- | ---------- | --------- | --------- | --------- | --------- | --------- |
| 2010   | 15       | 8        | 7        | Emmanuel Rodríguez | 3              | 1          | 4          | 1          | 1          | 2          | 1           | 1          | 1          |                  |            |            |            |            |            | 1         |           |           | 1         | 50        |
| 2014   | 23       | 15       | 8        |                    | 6              |            | 4          | 2          | 1          | 1          | 1           |            |            | 4                | 1          | 2          | 1          |            |            |           |           |           |           |           |
| 2018   | 22       |          |          | Adriana Díaz       | 3              | 2          | 3          |            |            | 1          | 1           |            |            | 4                | 1          | 2          |            | 1          | 2          |           | 1         | 2         |           | 71        |
| Gesamt | Gesamt   | Gesamt   | Gesamt   | Gesamt             | Gesamt         | Gesamt     | Gesamt     | Gesamt     | Gesamt     | Gesamt     | Gesamt      | Gesamt     | Gesamt     | Gesamt           | Gesamt     | Gesamt     | Gesamt     | Gesamt     |            | 1         | 1         | 2         | 4         | 62        |

### Jugend-Winterspiele
| Jahr      | Athleten           | Athleten           | Athleten           | Flaggenträger      | Sportarten         | Medaillen          | Medaillen          | Medaillen          | Medaillen          | Medaillen          |
| Jahr      | Gesamt             | m                  | w                  | Flaggenträger      |                    |                    |                    |                    | Gesamt             | Rang               |
| --------- | ------------------ | ------------------ | ------------------ | ------------------ | ------------------ | ------------------ | ------------------ | ------------------ | ------------------ | ------------------ |
| 2012–2016 | nicht teilgenommen | nicht teilgenommen | nicht teilgenommen | nicht teilgenommen | nicht teilgenommen | nicht teilgenommen | nicht teilgenommen | nicht teilgenommen | nicht teilgenommen | nicht teilgenommen |
| 2024      | 1                  | 0                  | 1                  |                    |                    |                    |                    |                    |                    |                    |
| Gesamt    | Gesamt             | Gesamt             | Gesamt             | Gesamt             | Gesamt             | 0                  | 0                  | 0                  | 0                  | -                  |

## Medaillengewinner

### Goldmedaillen
| Name                  | Spiele              | Sportart       | Disziplin        | Anmerkung          |
| --------------------- | ------------------- | -------------- | ---------------- | ------------------ |
| Mónica Puig           | 2016 Rio de Janeiro | Tennis         | Einzel           | erster Olympiasieg |
| Jasmine Camacho-Quinn | 2020 Tokio          | Leichtathletik | 100 Meter Hürden |                    |

### Silbermedaillen
| Name          | Spiele           | Sportart | Disziplin               | Anmerkung |
| ------------- | ---------------- | -------- | ----------------------- | --------- |
| Luis Ortiz    | 1984 Los Angeles | Boxen    | Leichtgewicht           |           |
| Jaime Espinal | 2012 London      | Ringen   | Mittelgewicht, Freistil |           |

### Bronzemedaillen
| Name               | Spiele           | Sportart       | Disziplin          | Anmerkung              |
| ------------------ | ---------------- | -------------- | ------------------ | ---------------------- |
| Juan Venegas       | 1948 London      | Boxen          | Bantamgewicht      | erster Medaillengewinn |
| Orlando Maldonado  | 1976 Montreal    | Boxen          | Halbfliegengewicht |                        |
| Arístides González | 1984 Los Angeles | Boxen          | Mittelgewicht      |                        |
| Aníbal Santiago    | 1992 Barcelona   | Boxen          | Weltergewicht      |                        |
| Daniel Santos      | 1996 Atlanta     | Boxen          | Weltergewicht      |                        |
| Javier Culson      | 2012 London      | Leichtathletik | 400 Meter Hürden   |                        |

## Medaillen nach Sportart
| Sportart       | Gold | Silber | Bronze | Gesamt |
| Tennis         | 1    | 0      | 0      | 1      |
| Boxen          | 0    | 1      | 5      | 6      |
| Ringen         | 0    | 1      | 0      | 1      |
| Leichtathletik | 0    | 0      | 1      | 1      |
| Gesamt         | 1    | 2      | 6      | 9      |

## Medaillenspiegel

### Olympische Spiele
|                         |   |   |   | Gesamt | Rang |
| ----------------------- | - | - | - | ------ | ---- |
| Olympische Sommerspiele | 1 | 2 | 6 | 9      | 79   |
| Olympische Winterspiele | 0 | 0 | 0 | 0      | -    |
| Gesamt                  | 1 | 2 | 6 | 9      | 81   |

### Olympische Jugendspiele
|                         |   |   |   | Gesamt | Rang |
| ----------------------- | - | - | - | ------ | ---- |
| Olympische Sommerspiele | 1 | 0 | 0 | 0      | 62   |
| Olympische Winterspiele | 0 | 0 | 0 | 0      | -    |
| Gesamt                  | 1 | 0 | 0 | 0      | 66   |